# Comte AC-11
Die Comte AC-11 ist ein als Vermessungsflugzeug entwickeltes Luftfahrzeug des Schweizer Herstellers Alfred Comte, Schweizerische Flugzeugfabrik AG.

## Geschichte
Die AC-11V wurde 1934, nach dem erfolglosen Versuch, diese als Vermessungsflugzeug an die Schweiz zu verkaufen, zu einem Passagierflugzeug umgebaut und an die Ville de Lausanne veräussert. Im Rahmen des Zweiten Weltkriegs wurde diese Maschine requiriert und wieder zu einem Vermessungsflugzeug umgebaut.

## Konstruktion
Die AC-11 ist ein freitragender Schulterdecker in Gemischtbauweise. Der Stahlrohrrumpf ist stoffbespannt und trägt die einholmig ausgeführten Holztragflächen mit Sperrholzbeplankung.

## Produktion und Logistik
Es wurde nur ein Stück produziert.

## Versionen
- Comte AC-11V, Vermessungsflugzeug

## Modifizierungen
Da die AC-11 in den Ausschreibungen für ein Vermessungsflugzeug für die Landestopographie der Messerschmitt M18 unterlag, wurde sie für den Passagierverkehr modifiziert und an die „Ville de Lausanne“ verkauft. Ironischerweise wurde das Flugzeug nach der Requirierung 1943 für den ursprünglich vorgesehenen Einsatzzweck verwendet und war hierfür mit einer Fotokamera «Wild» für Senkrechtaufnahmen ausgestattet. Für diese Fotoflüge wurde zwischen den Pilotensitzen ein Fenster für Driftmessung/Koppelnavigation eingebaut und ein weiteres Bodenfenster in der Kabine für die Kamera. 1945 wurde die Maschine wieder für den Personentransport modifiziert.

## Nutzung
Die Comte AC-11 wurde von 1934 bis 1939 auf der Strecke Lausanne–Genf (Air Service No. 1112) von der Alpar, Schweizerische Luftverkehr AG im Auftrag des Eigentümers „Ville de Lausanne“ eingesetzt. 1943 wurde das Flugzeug requiriert. Ab 1943 bis 1945 wurde das Flugzeug durch die Eidgenössische Landestopographie betrieben und zur Herstellung detaillierter Luftaufnahmen für Karten verwendet. Zum Ende des Zweiten Weltkrieges wurde das Flugzeug am 2. Mai 1945 wieder an den Eigentümer zurückgegeben.
Ursprünglich trug die Maschine die zivile Immatrikulation CH-285, ab 1934 trug die Maschine die zivile Zulassung HB-KIM. Während der Zeit der Requirierung im Aktivdienst flog die Maschine unter der militärischen Immatrikulation C-715 und mit der Neutralitätsbemalung.

## Verkaufszahlen/Bestellungen und Auslieferungen
Es wurde 1 Stück vom Hersteller für 41.000 Schweizer Franken an die Ville de Lausanne verkauft.

## Zwischenfälle
Am 4. September 1944 sprang der Luftfotograph aus ungeklärten Gründen in der Gegend von Oberriet, SG aus dem Flugzeug. Im Fall verlor er seinen Fallschirm und verstarb durch den Aufschlag am Boden.

## Technische Daten
| Kenngröße             | Daten                                                       |
| --------------------- | ----------------------------------------------------------- |
| Besatzung             | 1 Pilot / 1 Pilot und 1 Aufnahmetechniker                   |
| Passagiere            | 6 Passagiere                                                |
| Länge                 | 8,4 m                                                       |
| Spannweite            | 14,63 m                                                     |
| Höhe                  | 2,9 m                                                       |
| Flügelfläche          |                                                             |
| Flügelstreckung       |                                                             |
| Nutzlast              | 714 kg                                                      |
| Leermasse             | 936 kg                                                      |
| max. Startmasse       | 1650 kg                                                     |
| Reisegeschwindigkeit  | 120 km/h                                                    |
| Höchstgeschwindigkeit | 190 km/h                                                    |
| max. Steigrate        | 3,1 m/s bei ? km/h                                          |
| Dienstgipfelhöhe      | 7200 m                                                      |
| Reichweite            | 700 km                                                      |
| max. Flugdauer        | 4 h                                                         |
| Triebwerke            | 1 Armstrong-Siddeley-Lynx-IV CS mit Kompressor (215/240 PS) |
| Bewaffnung            | –                                                           |

## Erhaltene Exemplare
Kein Exemplar ist erhalten.

## Trivia
Im Rahmen des militärischen Einsatzes von 1943 bis 1945 traten keinerlei technische Probleme auf und es wurden keinerlei Probleme für den Einsatz als Vermessungsflugzeug festgestellt.

## Vergleichbare Typen
- Messerschmitt M18